# Glosolalia religiosa

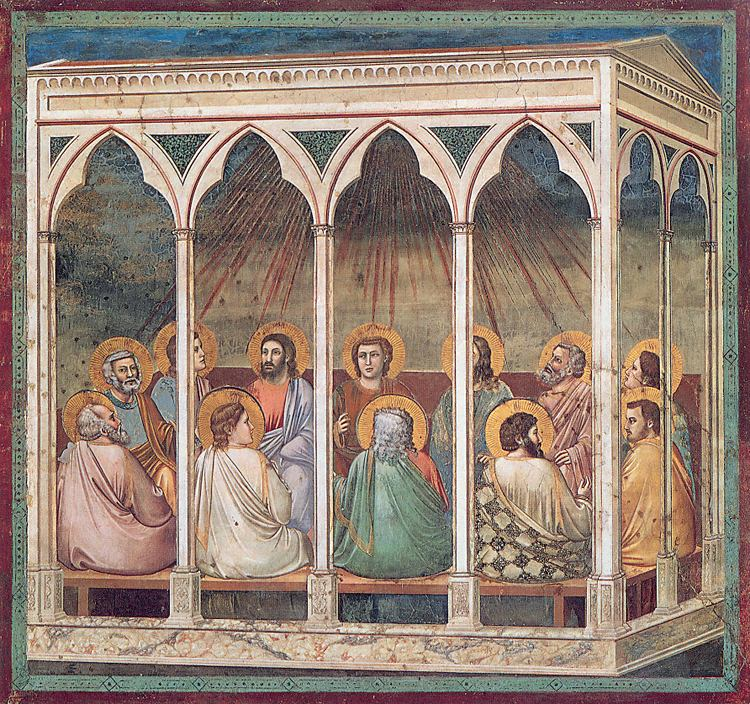
El relato de Hechos 2, ocurrido en el día de Pentecostés, es interpretado como xenolalia por diversas sectas y corrientes religiosas.

En el Cristianismo, la glossolalia religiosa (o don de lenguas) es mencionada por primera vez en la Biblia, en el libro de los Hechos de los Apóstoles, que describe el evento sucedido en el día de Pentecostés, una fecha donde judíos de diferentes partes del mundo se congregaban en Jerusalén: partos, medos, elamitas, pueblos de la Mesopotamia, Judea, Capadocia, Ponto, la provincia de Asia, Frigia, Panfilia y Egipto. Además, se mencionan a visitantes de Roma (tanto judíos como convertidos al judaísmo), cretenses y árabes (Casiodoro de Reina; Cipriano de Valera (1909). «9». Biblia, versión Reina-Valera (Wikisource).). Estas personas se asombraron al poder escuchar el mensaje en su propia lengua o dialecto. Un señal similar ocurrió en la casa de Cornelio, un oficial romano. Antes de eso, el Apóstol Pedro tuvo una visión indicando que aquellos a quienes Dios purificara no debían ser rechazados, independientemente de su origen. Este signo parece tener un propósito opuesto al acontecimiento de la construcción de la torre de Babel. Una definición proporcionada por lingüistas es que se trata de una vocalización fluida de sílabas parecidas al habla pero que carecen de un significado claro y comprensible, en algunos casos como parte de una práctica religiosa donde algunos creen que es un idioma divino desconocido para quien lo habla.
El análisis de la glossolalia muestra una pseudo-lengua que carece de una sintaxis coherente y de significado semántico, siendo usualmente rítmica o poética y similar al idioma nativo del hablante. Muestras de glossolalia muestran una falta de consistencia para su comparación o traducción significativa. Tampoco se utiliza para comunicarse entre los que hablan en lenguas, aunque el significado suele ser interpretado por el líder religioso presente, en consonancia y respaldo a cualquier mensaje o enseñanza que se haya brindado ese día, otorgando de alguna forma legitimidad divina a lo expresado.

## Doctrina cristiana tradicional
De acuerdo con la doctrina cristiana tradicional, antes del surgimiento del pentecostalismo y el neopentecostalismo, prevaleció la creencia de que el fenómeno de hablar en lenguas estuvo restringido al evento de Pentecostés.
Según esta interpretación, el fenómeno de las lenguas descrito en Pentecostés no es el mismo que el relatado por San Pablo en la primera carta a los corintios. Este último sería resultado del paganismo que aún se practicaba en dicha ciudad de la Grecia Antigua.

## Interpretaciones deldon de lenguas
A pesar de la clara descripción bíblica, algunas denominaciones religiosas confunden el llamado don de lenguas con la glossolalia o incluso con la xenoglossia. De este modo, se interpreta a la glossolalia como la traducción del don de lenguas en denominaciones pentecostales y neopentecostales, como la Asamblea de Dios y la Congregación Cristiana, ambas de origen estadounidense y pentecostales, un aspecto que enfatizan en su teología. La xenoglossia, según estudios antropológicos realizados en Brasil, es más rara, ya que consiste en hablar un idioma, vivo o muerto, existente. El sociólogo Pedro A. Ribeiro de Oliveira, por ejemplo, registró en su investigación la existencia de un solo caso de xenoglossia (o xenolalia) entre los grupos evangélicos investigados, señalando que la mayoría decía hablar en "..glossolalia, es decir, un conjunto de sonidos pronunciados de manera rítmica, sin significado aparente".

## El don de lenguas en la modernidad
En las interpretaciones modernas sobre el "hablar en lenguas", existen 3 formas de manifestación en los cultos religiosos: el hablar, el orar y, finalmente, el cantar en "lenguas". En cuanto a la condición consciente del momento, se dice que pueden ser extáticos y no extáticos, donde el orador mantiene casi siempre conciencia de lo que ocurre a su alrededor, como en situaciones registradas en cultos afrodescendientes y de la Renovación Carismática Católica.
Oliveira Júnior, estudioso de la PUC-SP, se refiere a la glossolalia como la "lengua de los ángeles", y sostiene que, por lo tanto, no necesita otro significado sino aquel en el contexto en el cual está inserta, llamándola, sin embargo, "glossolalia religiosa". Según este autor, las bases para el don de lenguas en las denominaciones cristianas modernas se alejan del concepto de los Hechos de los Apóstoles y se basan en las epístolas de Pablo de Tarso, en especial con expresiones que considera relacionadas con los hechos narrados en Hechos, tales como: "lengua de los ángeles" (1 Corintios, 13,1), "palabras inefables dichas en el paraíso" (2 Cor. 12,4), "cantos en espíritu" (1 Cor. 14, 15; Efesios 5, 19), "gemidos inefables", entre otras.

## Iglesia Católica
La Iglesia Católica no niega la existencia del "Don de Lenguas", como fue afirmado por San Pablo en la 1.ª Carta a los Corintios, testificado por los Apóstoles y los Santos Padres, aunque la manifestación de este carisma sea de cierto modo poco común para muchos fieles. La práctica actual, fuertemente insertada dentro de la Renovación Carismática Católica (RCC), no es extraña a la enseñanza de la Iglesia, ya que ésta tiene conocimiento y aprobación de todos los estatutos del movimiento eclesial, que incluso tiene su oficina internacional en el Vaticano.
En cuanto a la tonalidad, la oración en lenguas se presenta normalmente, dentro de la comprensión católica, como: Alabanza — oración secuenciada, de lenguaje frecuente, donde la persona se siente "sumergida" como un niño ante Dios; Júbilo — oración desbordante, jubilosa y extremadamente alegre, casi interminable y sin pausas; Súplica — oración medida y en tonalidad penitencial, que lleva a frutos de contrición; Canto (cf. 1Cor 14,15) es también una especie de alabanza, pero en tonalidad musical. El llamado don de lenguas fue común al inicio de la Iglesia, y algunos grupos católicos afirman experimentar el fenómeno actualmente.

## Protestantismo
En el Protestantismo, la glossolalia, conocida como don de lenguas (o simplemente, hablar en lenguas), es admitida por las corrientes pentecostales y neopentecostales. Las demás iglesias, consideradas históricas o tradicionales, en su mayoría refutan la manifestación contemporánea de la glossolalia, como algunas iglesias federadas a la Iglesia Presbiteriana (en la Iglesia Presbiteriana de Brasil, por ejemplo, hay reverendos como Augustus Nicodemus Gomes Lopes que creen solo en la xenolalia, es decir, lenguas como idiomas conocidos, mientras hay reverendos como Hernandes Dias Lopes que, además de la xenolalia, creen en la glossolalia).

## Otras religiones

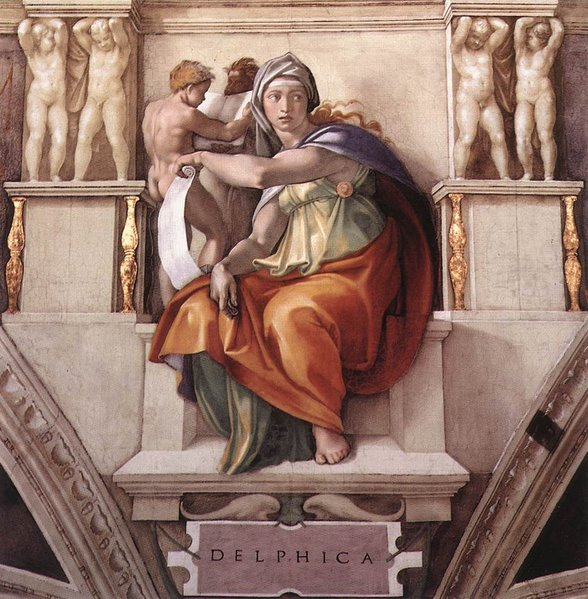
La sibila Dafne.

Antes del cristianismo, diversos grupos religiosos practicaban formas de glossolalia. En el Oráculo de Delfos, la sibila (sacerdotisa del dios Apolo) hablaba con extraños sonidos que se suponían ser mensajes del dios. Algunos textos gnósticos del período del Imperio Romano poseen fórmulas silábicas como "t t t t t t t t n n n n n n n n n d d d d d d d…" etc. Se cree que tales serían transliteraciones de sonidos hechos por glossolalia.
Actualmente, religiones como el Espiritismo presentan fenómenos similares, incluyendo manifestaciones de xenoglossia. Fenómenos de glossolalia también se observan en el chamanismo, en el vudú haitiano, en algunos grupos judíos jasídicos, y entre los sufíes musulmanes.

## Enfoque científico
En los años 70, el fenómeno atrajo a la comunidad académica, con estudios publicados por la antropóloga Felicitas Goldman y por el lingüista William Samarin. Goldman describió la ocurrencia de la glossolalia en diferentes situaciones, y Samarin consideró que la glossolalia no constituye un lenguaje per se según los parámetros conocidos de la ciencia lingüística. Una investigación reciente (2006) de la Universidad de Pensilvania descubrió que cuando un individuo produce glossolalia, el área del cerebro que controla el lenguaje no está activa, por lo que no tiene control sobre el sujeto. El fenómeno aún está siendo estudiado y despierta la curiosidad de la ciencia y del público familiarizado con la práctica.
A través de numerosos estudios realizados por la parapsicología, se ha llegado a la conclusión de que el fenómeno de la glossolalia o xenoglossia puede ser el resultado de las habilidades humanas, ya que pueden ser inducidos mediante hipnosis, euforia, trance, etc., fuera de ambientes religiosos.
Los lingüistas coinciden en que la abrumadora mayoría de los fenómenos grabados y analizados no presentan un número suficiente de características de un lenguaje para ser aceptados como tales.

## Xenoglossia y glossolalia
El fenómeno que se afirma ocurrió durante Pentecostés también puede ser entendido como xenoglossia (una oración en un lenguaje desconocido para quien ora, pero que existe o existió y aún está en dominio humano) ya que los pueblos de todas las naciones estaban en Jerusalén y escuchaban a los apóstoles predicar en su propio idioma (Hechos de los Apóstoles 2:6). La glossolalia es un fenómeno que principalmente se habría dado en la comunidad cristiana de Corinto (1 Cor 12, 10; 14, 2-19), pero también en Cesarea y Éfeso (Hch 10, 46; 19, 6); no es lo mismo que "hablar en otros lenguajes", sino un fenómeno en el cual la persona pronuncia sonidos ininteligibles y palabras sin conexión, que solo se volverían comprensibles para aquellos que posean el carisma de la interpretación (1 Cor 14,10).

## Críticas
Varios grupos cristianos han criticado al movimiento pentecostal y carismático por dar demasiada atención a las manifestaciones místicas, como la glossolalia.
En las Iglesias protestantes y evangélicas, esta experiencia fue entendida como un don para hablar lenguas extranjeras sin haberlas aprendido (xenoglossia) para la evangelización, cuyo fin fue profetizado en la Primera Epístola a los Corintios en el capítulo 13, fin que correspondería al final de la escritura de la Biblia.
Los teólogos recordaron que en el día de Pentecostés, los discípulos que recibieron un bautismo del Espíritu Santo, no hablaron en lenguas desconocidas, sino que alabaron a Dios en otros idiomas que los incrédulos de varias partes del mundo podrían entender, convirtiéndose en un don útil para la evangelización.